# Joan Boned Roig
Joan Boned Roig (Eivissa, 8 de novembre de 1957) és un polític socialista eivissenc, diputat al Parlament de les Illes Balears en la vi, vii i viii legislatures.

## Biografia
Militant del PSIB-PSOE, va treballar a Iberia fins que fou escollit regidor de l'ajuntament d'Eivissa a les eleccions municipals espanyoles de 1995, càrrec que va revalidar a les 1999. Fou elegit diputat a les eleccions al Parlament de les Illes Balears de 2003, 2007 i 2011. De 2003 a 2007 fou membre també del Consell Insular d'Eivissa i Formentera, on fou portaveu socialista d'hisenda i pressupostos.
En 2012 va encapçalar la gestora que es va fer càrrec de la direcció de la Federació Socialista d'Eivissa després del Congrés on es disputaven la secretaria Vicent Torres i Pedro Campillo.